# Internet Explorer shell
Internet Explorer shell是使用Internet Explorer 布局引擎 （称为MSHTML ）的任何计算机程序（ Web浏览器或其他）。这个引擎是闭源的 ，但是微软已经公开了一个应用程序编程接口 （API），它允许开发人员在他们软件的图形用户界面中实例化 MSHTML或一个成熟的无格式 Internet Explorer（称为WebBrowser控件）。 

## Web浏览器
这些应用程序添加了弹出窗口阻止和选项卡式浏览等功能 ，来补充了Internet Explorer（IE）的一些常用的用户界面组件以进行浏览。例如， MSN Explorer可以被认为是Internet Explorer shell，因为它实际上是IE的扩展，增加了与MSN相关的功能。可以在Web浏览器列表下找到更完整的基于Trident的浏览器列表 。 
- AOL Explorer [2] （已停产）
- 前卫浏览器 [3]
- Deepnet Explorer （已停产）
- GreenBrowser （已停产）
- IE标签
- Lunascape的
- Maxthon [4] （原MyIE2） [3]
- MenuBox
- MSN Explorer
- NeoPlanet （已停产）
- NetCaptor [3] （已停产）
- Netscape Browser 8.x [5] （已停产）
- 斯雷普尼尔
- SlimBrowser
- 腾讯TT
- TomeRaider
- UltraBrowser （已停产）
- 薇比

## 非浏览器shell
如Intuit的Quicken和QuickBooks， AOL ， Winamp和RealPlayer ，一些主要不用于网页浏览的应用程序，使用渲染引擎可在自己的用户界面中提供功能有限的“迷你”浏览器。 
在Windows上，Internet Explorer的组件也用于Windows资源管理器 ， 操作系统shell提供默认的文件系统浏览和桌面服务。例如， Windows XP之前的Windows版本中的文件夹视图使用IE的DHTML处理功能;它们本质上是小网页。 Active Desktop技术是另一个例子。 
直到Outlook 2007，MSHTML还用于在Microsoft Outlook和Outlook Express 电子邮件客户端中呈现电子邮件的HTML部分（Outlook 2007现在使用Microsoft Word呈现HTML电子邮件）。这种集成虽然方便，但却是经常被利用的“back door”，因为Internet Explorer组件在HTML代码中提供的功能比在电子邮件的上下文中应该允许的更多功能，而从历史上看Outlook和Outlook Express，还没有做到能够阻止恶意代码利用该功能。 Outlook Express的最新更新，该更新需要Windows XP并与Service Pack 2一起分发，其目的旨在改善这种情况。 其中Outlook 2003已包含许多更新。 
Microsoft Windows还支持HTML应用程序 ，用HTML，CSS和JavaScript编写的计算机程序，并带有.hta 文件扩展名 。它们属于普通的Internet Explorer shell，在运行HTML Application Host，周围没有任何GUI元素。 